# Knox (Pennsilvània)
Knox és una població dels Estats Units a l'estat de Pennsilvània. Segons el cens del 2000 tenia 1.176 habitants.

## Demografia
Segons el cens del 2000, Knox tenia 1.176 habitants, 528 habitatges, i 337 famílies. La densitat de població era de 796,6 habitants per quilòmetre quadrat.
Dels 528 habitatges en un 26,7% hi vivien nens de menys de 18 anys, en un 50,6% hi vivien parelles casades, en un 10,6% dones solteres, i en un 36% no eren unitats familiars. En el 32,2% dels habitatges hi vivien persones soles el 13,8% de les quals corresponia a persones de 65 anys o més que vivien soles. El nombre mitjà de persones vivint en cada habitatge era de 2,23 i el nombre mitjà de persones que vivien en cada família era de 2,79.
Per edats la població es repartia de la següent manera: un 22,7% tenia menys de 18 anys, un 6,5% entre 18 i 24, un 26,8% entre 25 i 44, un 25,6% de 45 a 60 i un 18,4% 65 anys o més.
L'edat mediana era de 41 anys. Per cada 100 dones de 18 o més anys hi havia 84,8 homes.
La renda mediana per habitatge era de 32.407 $ i la renda mediana per família de 37.431 $. Els homes tenien una renda mediana de 31.908 $ mentre que les dones 18.603 $. La renda per capita de la població era de 18.043 $. Entorn del 12,2% de les famílies i el 14,5% de la població estaven per davall del llindar de pobresa.

## Poblacions més properes
El següent diagrama mostra les poblacions més properes.